# Bailey Zimmerman
Bailey Lynn Zimmerman (Louisville, 27 gennaio 2000) è un cantante statunitense.

## Biografia
Zimmerman acquisisce per la prima volta popolarità come cantante nel 2020, anno in cui inizia a pubblicare con successo dei video contenenti musica originale sulla piattaforma TikTok. Nel febbraio 2022 ottiene un contratto discografico con Elektra Records e Warner Music Nashville. Pubblica quindi il singolo di debutto Fall in Love, con cui ottiene la certificazione platino sia negli Stati Uniti che in Canada e raggiunge la vetta nella classifica relativa ai passaggi nelle radio country statunitensi.
Nell'ottobre 2022 pubblica il singolo Rock and a Hard Place: il brano ottiene le stesse certificazioni del predecessore e raggiunge la posizione 10 della Billboard Hot 100, oltre a trascorrere sei settimane in vetta alla classifica relativa alle radio country statunitensi. Nello stesso mese pubblica l'EP Leave a Light on, che debutta in top 10 nella Billboard 200 e nella Billboard Canadian Albums, oltre ad ottenere una certificazione oro in Canada. Nei mesi successivi, Zimmerman intraprende il suo primo tour da headliner e ottiene alcune nomine ai CMT Music Awards ed agli Academy of Country Music Awards.
Nel maggio 2023 pubblica il suo album d'esordio Religiously. The Album, che esordisce in top 10 nelle classifiche statunitense e canadese. Contestualmente viene annunciato come artista d'apertura per alcuni concerti di Morgan Wallen.
Nel marzo 2025 Bailey Zimmerman è stato eletto uno dei cinque migliori artisti nati nel XXI secolo da Billboard.

## Discografia

### Album in studio
- 2023 – Religiously. The Album.

### EP
- 2022 – Leave the Light On

### Singoli
- 2022 – Fall in Love
- 2022 – Rock and a Hard Place
- 2023 – Religiously

### Singoli promozionali
- 2021 – Never Comin' Home
- 2021 – Change
- 2021 – Small Town Crazy
- 2022 – Never Leave
- 2022 – Get to Gettin' Gone
- 2023 – Fix'n to Break